# RIP-Chip
Der RIP-Chip (engl. RNA immunoprecipitation Chip, ‚RNA-Immunpräzipitations-Microarray‘) ist eine Methode der Biochemie zum Nachweis von RNA-Protein-Interaktionen. Der RIP-Chip ist eine Kombination aus einer Immunpräzipitation eines RNA-bindenden Proteins mit einer RT-PCR und einem Microarray und dient zur Untersuchung der verschiedenen gebundenen RNA eines solchen Proteins.

## Prinzip
Durch eine Immunpräzipitation eines bekannten, meist rekombinanten Proteins, können aus einer RNA-Lösung spezifisch bindende RNA-Sequenzen angereichert und aufgereinigt werden. Diese RNA werden anschließend von dem Protein getrennt und durch RT-PCR in cDNA umgeschrieben. Diese erzeugte cDNA wird zur Hybridisierung mit DNA auf einem Microarray eingesetzt.
Der RIP-Chip besitzt Ähnlichkeiten zum ChIP-on-Chip, welcher mit ähnlichem Prinzip gebundene DNA-Sequenzen DNA-bindender Proteine charakterisiert. Die CLIP-Seq, PAR-CLIP und iCLIP sind Alternativverfahren zum RIP-Chip mit DNA-Sequenzierungen im Hochdurchsatz anstelle des Microarrays.